# مایکل گراو
مایکل جوزف گراو (زادهٔ ۲۲ اوت ۱۹۹۶)  یک هنرپیشه آمریکایی است که برای بازی در نقش زک، یکی از دو کودک بازمانده از بخش دم پرواز ۸۱۵ اوشنیک در مجموعه تلویزیونی لاست شناخته می‌شود. 

## فیلم شناسی
| سال       | عنوان            | نقش        | یادداشت  |
| --------- | ---------------- | ---------- | -------- |
| ۲۰۰۵-۲۰۱۰ | لاست             | زک         | ۶ قسمت   |
| ۲۰۱۰      | هاوایی فایو-زیرو | پسر توریست | لاناکیلا |
| ۲۰۱۲      | کشتی جنگی        | بچه بیسبال |          |